# ميغيل ألونسو
ميغيل ألونسو هو مصارع هاوي كوبي، ولد في 18 يوليو 1952.

## وصلات خارجية
- ميغيل ألونسو على موقع اللجنة الأولمبية الدولية (الإنجليزية)
- ميغيل ألونسو على موقع اللجنة الأولمبية الدولية (الإنجليزية)
- ميغيل ألونسو على موقع أوليمبيديا (الإنجليزية)